# Uckerkanal

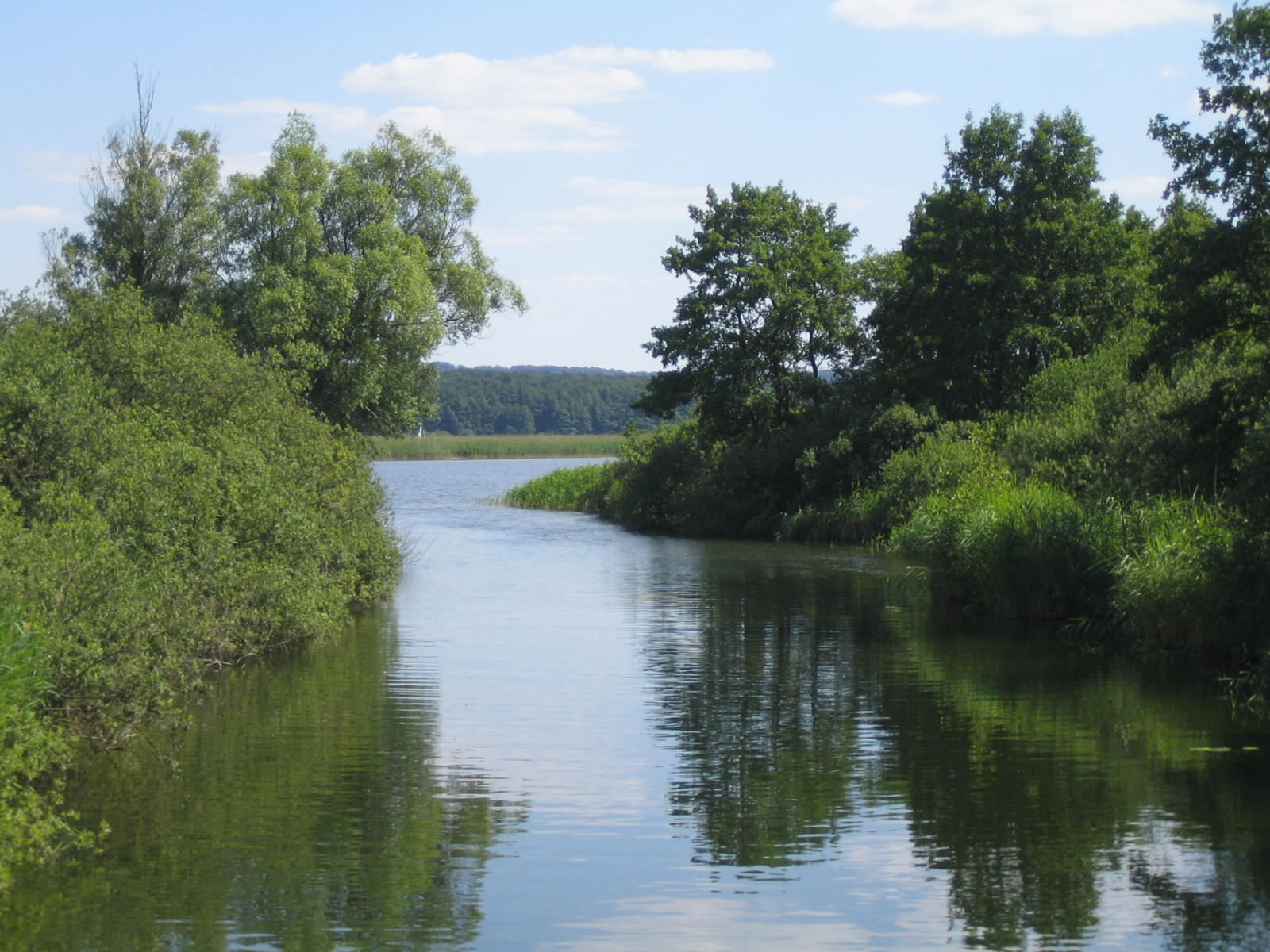
Uckerkanal am Oberuckersee

Der Uckerkanal, auch nur Kanal, ist Teil der Ucker und befindet sich im Landkreis Uckermark in Brandenburg. Er ist natürlichen Ursprungs und wurde zu einem späteren Zeitpunkt kanalartig ausgebaut. Er verbindet in Fließrichtung den Oberuckersee (Kanalbeginn) mit dem Unteruckersee (Kanalende) bei Prenzlau. Der Kanal ist etwa 4,5 Kilometer lang und führt durch ein sumpfiges Gelände und eines der größten Schilfgebiete Deutschlands. Etwa auf der Hälfte des Kanals befindet sich der Möllensee.